# 胜浦街道
胜浦街道，是苏州工业园区下辖的一个街道。

## 历史
2012年12月26日，撤销胜浦镇，设立胜浦街道。
2021年12月10日，原斜塘街道下辖凤凰城、钟南、星辰南、星辰北、锦溪北、锦溪南、菁华、澜溪8个社区居委会区域（实际上归东沙湖社工委管辖）划归胜浦街道管理，撤销东沙湖社工委。

## 行政区划
2021年12月，斜塘街道共辖有金苑、园东、吴淞、新盛花园、市镇、浪花苑、闻涛苑、滨江苑、兴浦、亭南、青年汇、汀兰、凤凰城、钟南、星辰南、星辰北、锦溪北、锦溪南、菁华、澜溪20个社区居委会。